# Boortoren 44 Hengelo
Boortoren 44 werd gebouwd voor de zoutwinning in de Nederlandse plaats Hengelo.

## Geschiedenis
In 1918 werd de Koninklijke Nederlandse Zoutindustrie in Boekelo opgericht, een voorloper van AkzoNobel. Het bedrijf kreeg in 1933 concessie om ook bij Hengelo naar zout te boren.
Het jaar erop werd de eerste boortoren geplaatst, om het water uit de zoutlagen te pompen. Begin 1935 kwam het eerste zout uit de grond en in 1936 werd nabij het Twentekanaal een zoutfabriek gebouwd. Van de tachtig torens die in de jaren daarna werden gebouwd zijn er zeven overgebleven. Drie daarvan hebben een monumentenstatus gekregen. De torens zijn tot 1963 in gebruik geweest, ze werden vervangen door lage pompgebouwtjes.

## Beschrijving
De boortoren bestaat uit een zich verjongende toren onder een getoogd dakje, met een aangebouwde werkplaats en personeelsruimte. Het bouwwerk heeft een houten draagconstructie en is bekleed met geteerde houten platen. In de gevels zijn een paar vensters met roedenverdeling geplaatst.

## Waardering
Drie torens  (16, 27 en 44) op het fabrieksterrein in Hengelo werden in 1999 als rijksmonument ingeschreven in het Monumentenregister, om het cultuur-, architectuurhistorisch en stedenbouwkundig belang, onder meer "vanwege:

- de betekenis van de zoutwinning voor de sociaal-economische geschiedenis van Hengelo en omgeving

- de bijzondere typologie van de toren

- de beeldbepalende ligging van de toren in het landschap".